# Sigma Herculis
Sigma Herculis (35 Herculis) é uma estrela na direção da constelação de Hercules. Possui uma ascensão reta de 16h 34m 06.19s e uma declinação de +42° 26′ 12.8″. Sua magnitude aparente é igual a 4.20. Considerando sua distância de 302 anos-luz em relação à Terra, sua magnitude absoluta é igual a −0.63. Pertence à classe espectral B9Vvar.